# Jędrychowice

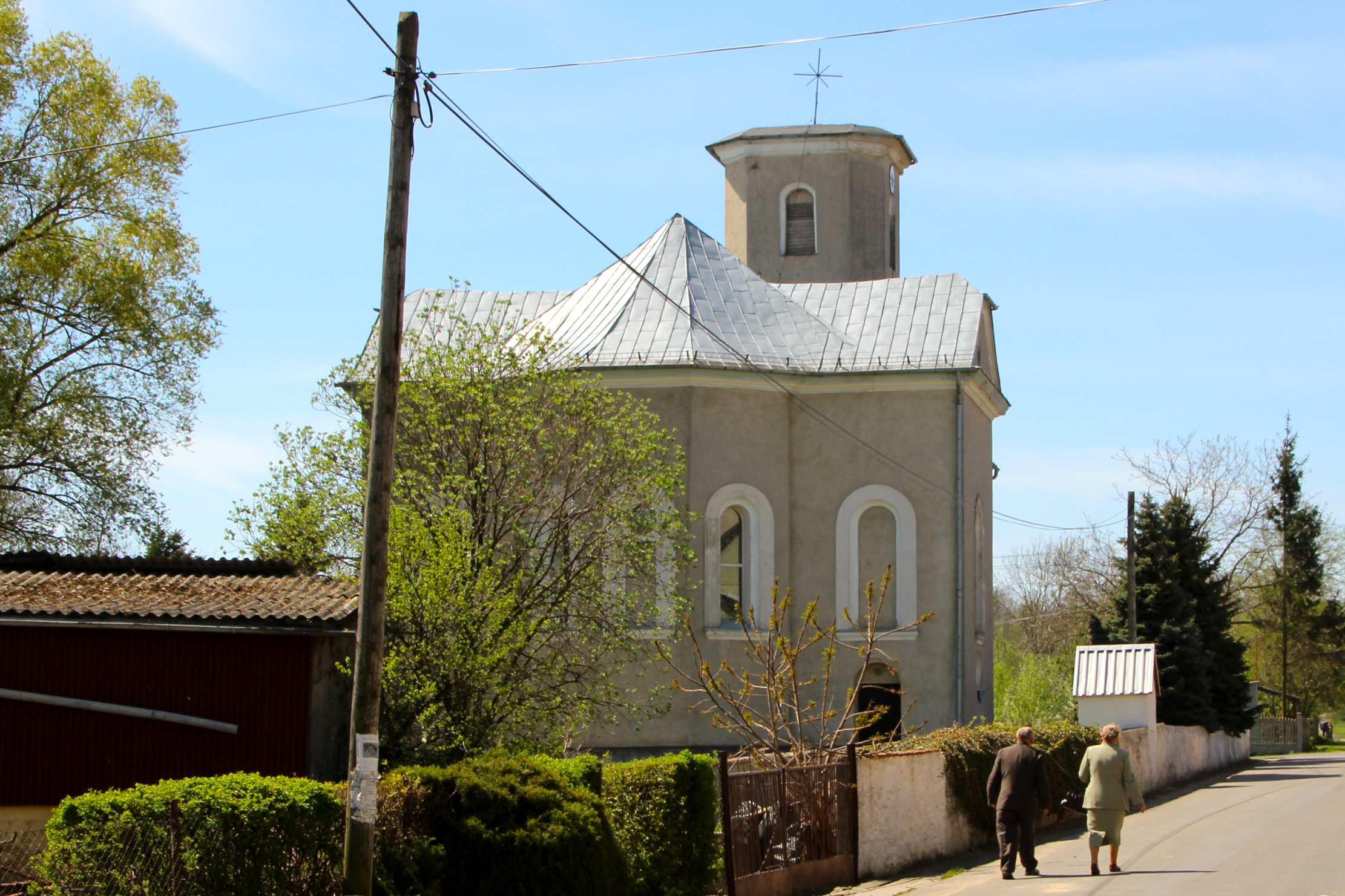
Kostel

Jędrychowice (česky Jindřichovice, německy Hennerwitz) je ves v jižním Polsku, v Opolském vojvodství, v powiatu głubczyckém, ve gmině Branice.

## Geografie
Ves leží v Opavské pahorkatině. Přes ves protéká Potok Jędrychowicki, levý přítok Kałuże (přítok Troje).

## Významní rodáci
- Konrád Blažek (1839–1903) – německý genealog, heraldik a katolický kněz.[2]